# Circuit de Lavaré
Le circuit de Lavaré est un circuit de sport automobile situé en Sarthe, sur le territoire de la commune éponyme.
Chaque année il reçoit une manche du championnat de France, ou d'Europe, de rallycross. 
Il est également utilisé pour des compétitions de Fol’Car. 

## Spécificités
Le circuit est d'une longueur de 1,070 kilomètre et d'une largeur de 15 mètres.
Sa ligne de départ est une droite de 260 mètres, ce qui en fait la ligne droite la plus longue de tous les circuits de rallycross du championnat de France.
La piste est composée alternativement de quatre parties en terre et de quatre autres en asphalte.
Les parties en terre sont prédominantes et représentent 65 % de la longueur totale du circuit.